# 타이컨더로가 요새

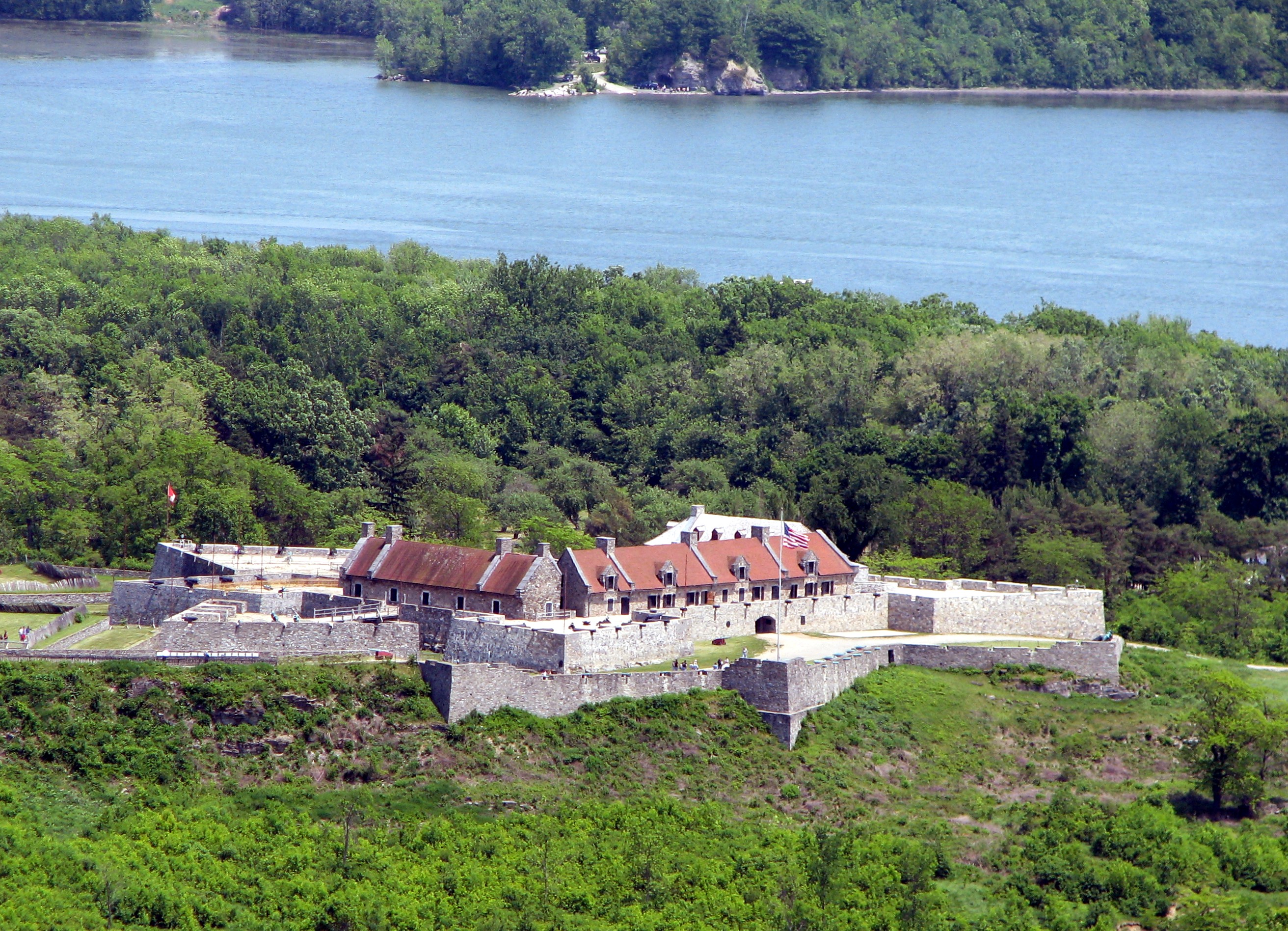
디파이언스 산 위의 타이컨더로가 요새

타이컨더로가 요새(Fort Ticonderoga)은 현재 미국 뉴욕 허드슨강 계곡에 있는 챔플레인 호수가 좁아지는 남단의 전략적 요지에 만들어진 18세기의 큰 요새이다. 이곳의 이름은 이로쿼이 족의 말(tekontaró : ken)로 ‘2개의 호수 사이의 땅’을 의미하고 있다.

## 지리
이곳은 챔플레인 호수와 조지 호수 사이 3.5 마일(5.6 km)에 있는 급류가 많은 라슈트 강 하구를 따라 수운을 통제하는 위치에 있다. 또한 이곳에서 영국이 통제하는 허드슨강 유역과 프랑스가 통하는 세인트로렌스강 유역을 잇는 교역로로서 전략적으로 중요한 위치이다. 지형이 위치의 중요성을 더했다. 2개의 호수는 가늘고, 길쭉하게 북쪽에서 시작하여 남쪽으로 내려온다. 이곳을 따라 많은 애팔래치아산맥의 능선이 조지아까지 길게 이어져 이곳을 지배하면 그레이트 애팔래치아 계곡의 통과도 어렵게 한다.

## 역사
7년 전쟁(미국에서는 프렌치 인디언 전쟁)이 벌어진 1754년에서 1757년 사이에 프랑스가 만들었으며, 영국과 프랑스의 식민지 간의 항쟁에서 전략적 중요성이 있었지만, 미국 독립 전쟁 때는 그다지 중요성을 가지지 못했다. 이곳을 둘러싸고 약 20년간 몇 차례의 전투가 펼쳐졌다. 1758년 카리용 전투에서 4,000명의 프랑스 수비군이 요새 근처에서 16,000명의 영국군의 공격을 격퇴했다. 이듬해 1759년 영국군이 돌아와, 요새를 위협하는 고지를 점령하여 요새에서 소수의 수비대를 쫓아냈다. 미국 독립 전쟁 때 에던 앨런과 베네딕트 아놀드가 지휘하는 그린 마운틴 보이즈 등의 민병대가 급습하여 요새를 탈취했다. 미국 대륙군은 1777년 6월까지 이 요새를 지키고 있었지만, 존 버고인 장군이 지휘하는 영국군이 다시 요새를 내려다보는 고지를 점령하고 대륙군을 위협하여 대륙군을 요새 주변의 방어지에서 철수를 시키게 했다. 요새의 유일한 직접 공격은 1777년 9월, 대륙군 500명을 이끈 존 브라운이 약 100명의 영국 수비대를 공격하여 요새를 빼앗으려 했지만 실패했다.

## 이후
새러토가 방면 작전이 실패한 후, 영국군은 요새를 포기했고, 1781년 이후에는 군사적 가치가 없어졌다. 19세기에는 지역의 유명 관광지가 되었다. 20세기 초기에는 이를 소유하고 있던 민간인이 요새를 수리했다. 현재는 요새 관리 기금으로 관광 안내, 박물관 및 연구 센터를 운영하고 있다.